# Stenhomalus y-pallidum
Stenhomalus y-pallidum är en skalbaggsart som först beskrevs av Victor Ivanovitsch Motschulsky 1863.  Stenhomalus y-pallidum ingår i släktet Stenhomalus och familjen långhorningar.
Artens utbredningsområde är Sri Lanka. Inga underarter finns listade i Catalogue of Life.